# Абдулкадырхан Хаттак
Абдулкадырхан Хаттак (пушту عبدالقدير خان خټک‎, между 1650 и 1652 — около 1702) — афганский поэт, сын выдающегося афганского поэта Хушаль-хана Хаттака.
Абдулкадырхан Хаттак следовал школе своего отца и развивал в своей поэзии суфийские мотивы. Писал стихи о любви и мужестве, был противником зла и насилия. Автор сказки-легенды «Адамхан и Дурханый». Перевёл на язык пушту «Голестан» Саади. Абдулкадырхан Хаттак составил диван стихов.

## Переводы
- Афганская классическая поэзия. М.: Художественная литература, 1975. С. 74—98. (Пер. А. Кондратьева, А. Суздальцева).